# Поворка џинова и змајева у Белгији и Француској
Поворка џинова и змајева (фр. Géants et dragons processionnels) у Белгији и Француској је скуп фолклорних манифестација које је УНЕСКО уписао на спискове нематеријалног културног наслеђа 2008. године, првобитно проглашених у новембру 2005.
У случају Белгије, то су свечаности у Дендермондеу (Ros Beiaard Dendermonde), Мехелену (Ommegang van Mechelen), Монсу (Ducasse de Mons, и борба која носи назив „Lumeçon“), Ату (Ducasse d'Ath) и Бриселу (Meyboom). За Француску, ово су празници у Дуеу(светковине Gayant) и Каселу (карневал) и тотемске животиње и њихове прославе у Тараскону и Пезенасу (прве недеље у јулу).
Овај проглас омогућава валоризацију ових популарних фестивала и њихову заштиту.
Џин из поворке је џиновска фигура која представља измишљено или стварно биће. Наслеђена од средњовековних обреда, традиција каже да се он носи и да плеше на улицама током поворки или фестивала. Његова физиономија и величина су променљиви, а давање имена варира у зависности од региона; међу Фламанцима је познат под именом Реузе, међу Пикардима се зове Гајон.

## Белгија
Белгија на свом тлу има скоро 1500 џинова. Њихов изглед датира из 15. века; џин из Нивела, који се помиње већ 1457. године, најстарији је познати белгијски џин. Белгијанци имају и највећег џина у Европи, Жана Турпина из Ниупорта, који прелази 11 метара.
Белгијско културно наслеђе укључује следеће догађаје:
- Ducasse d'Ath
- Ducasse de Mons
- Meyboom of Brussels
- Ommegang van Dendermonde
- Ommegang van Mechelen

- Див Амбиорикс у Ату
- Џин из Турнеа, Белгија
- Дивови Мејбума из Брисела
- Дивови белгијске америчке заједнице у Бриселу, Висконсин

## Француска
Див је један од симбола регије Нор Па де Кале. То је предмет културних обичаја предака који се и даље одржавају. Присутан на регионалним фестивалима и догађајима, представља северну заједницу.
Регија тренутно има више од 450 дивова, раширених на целој територији. Ипак постоје динамичније унутар-регионалне зоне, смештене око централних тачака. Фламански део регије је земља џинова; сваки град има једног или више њих. Примери укључују Реузе тату и Реузе маму из Касела, Тисје Тасје у Азебруку, Жана де Бушерона и Ла Бел Хелен у Стенворду, и Тотора из Стенверка. На југу, у региону Лангдок, постоји ждребац Пезенас, а у Прованси змај Тараскон (Bouches-du-Rhône).
- Cassel: Reuze Papa[3] и Reuze Maman[4]
- Douai: Gayant, Marie Cagenon, Fillon, Jacquot, Binbin
- Pézenas: le Poulain
- Tarascon: la Tarasque

- Џин из Стенворда
- Стенворд 2006
- Стенворд 2006
- Лил, 2005